# Trial by Fire (álbum)
Trial by Fire es el décimo álbum de estudio de la banda estadounidense Journey. Fue lanzado el 22 de octubre de 1996, y marcó la reunión de la agrupación clásica de los años ochenta de Journey, la cual no había grabado ningún disco desde Frontiers de 1983. Trial by Fire fue producido por Kevin Shirley. Fue el último álbum de Journey en el que Steve Perry se encargó de las voces.
Incluye el sencillo "When You Love a Woman", el cual fue nominado a un premio Grammy, y alcanzó el puesto No. 12 y No. 1 en las listas Billboard Hot 100 y Adult Contemporary respectivamente.

## Lista de temas
| N.º | Título | Escritor(es)                    | Duración |  |
| 1.  | «Message of Love» | Perry, Schon, Cain, John Bettis | 5:34     |  |
| 2.  | «One More» | Perry, Schon, Cain              | 5:28     |  |
| 3.  | «When You Love a Woman» | Perry, Cain, Schon              | 4:07     |  |
| 4.  | «If He Should Break Your Heart»                                                                                                 | Perry, Cain, Schon              | 4:23     |  |
| 5.  | «Forever in Blue» | Perry, Cain, Schon              | 3:35     |  |
| 6.  | «Castles Burning» | Perry, Cain, Schon              | 6:00     |  |
| 7.  | «Don't Be Down on Me Baby» | Perry, Schon, Cain              | 4:01     |  |
| 8.  | «Still She Cries» | Perry, Schon, Cain              | 5:04     |  |
| 9.  | «Colors of the Spirit» | Perry, Cain, Schon, Bettis      | 5:41     |  |
| 10. | «When I Think of You» | Perry, Cain                     | 4:21     |  |
| 11. | «Easy to Fall» | Perry, Schon, Cain              | 5:15     |  |
| 12. | «Can't Tame the Lion» | Perry, Cain, Schon              | 4:32     |  |
| 13. | «It's Just the Rain» | Perry, Cain                     | 5:19     |  |
| 14. | «Trial by Fire» | Perry, Schon, Cain              | 4:41     |  |
| 15. | «Baby I'm a Leavin' You» (Pista escondida)                                                                                      | Perry, Cain, Schon              | 2:49     |  |
| 16. | «I Can See It in Your Eyes» (Bonus track de la versión japonesa , agregado posteriormente en la reedición para CD del año 2006) | Perry, Schon, Cain              | 4:12     |  |

## Créditos
- Steve Perry - voz
- Neal Schon - guitarra
- Jonathan Cain - teclados
- Ross Valory - bajo
- Steve Smith - batería
- Kevin Shirley - producción, mezcla